# Нур
Ал-Нур (на арабски: حزب النور) е дясна ислямистка политическа партия в Египет.
Основана е през 2011 г. по време на Египетската революция. Ползваща се с най-голямо влияние в Александрия, тя се превръща във водещата крайна ислямистка партия в страната, като се придържа към ислямския фундаментализъм и салафизма.